# Gavin Rae
Pour les articles homonymes, voir Rae.
Gavin Paul Rae est un footballeur écossais né le 28 novembre 1977 à Aberdeen. Il évolue au poste de milieu de terrain.
Gavin Rae a joué plus de 200 matchs en Scottish Premier League (1re division écossaise).

## Carrière en club
- 1996-2004 : Dundee FC  Écosse
- 2004-2007 : Glasgow Rangers  Écosse
- 2007-octobre 2011 : Cardiff City  Pays de Galles
- octobre 2011-janvier 2012 : Dundee FC  Écosse
- janvier 2012-2013 : Aberdeen FC  Écosse
- 2013 - 2014 : Dundee FC  Écosse

### Dundee FC
Le 14 octobre 2011, il signe un contrat de courte durée avec son ancien club, Dundee FC, alors que le club est en Division One, deuxième division du championnat d'Écosse.

## Carrière internationale
- 14 sélections et 0 but en équipe d'Écosse depuis 2001.

## Palmarès
Rangers FC
- Championnat d'Écosse : vainqueur (1)
  - 2004-2005
- Coupe de la Ligue écossaise : vainqueur (1)
  - 2004-2005

 Cardiff City
- Coupe d'Angleterre : finaliste (1)
  - 2007-2008
- Play-offs de Championship : finaliste (1)
  - 2009-2010

## Statistiques
| Saison      | Club         | Pays           | Championnat        | Coupes nationales | Coupes continentales  | Sélection Écosse                   |
| ----------- | ------------ | -------------- | ------------------ | ----------------- | --------------------- | ---------------------------------- |
| 1995 - 1996 | Dundee       | Division One   | 6 matchs           | -                 | -                     | -                                  |
| 1996 - 1997 | Dundee       | Division One   | 17 matchs / 2 buts | 3 matchs          | -                     | -                                  |
| 1997 - 1998 | Dundee       | Division One   | 6 matchs           | -                 | -                     | -                                  |
| 1998 - 1999 | Dundee       | Premier League | 30 matchs / 1 but  | -                 | -                     | -                                  |
| 1999 - 2000 | Dundee       | Premier League | 35 matchs / 4 buts | 5 matchs / 1 but  | -                     | -                                  |
| 2000 - 2001 | Dundee       | Premier League | 32 matchs / 4 buts | 6 matchs          | -                     | 1 match amical                     |
| 2001 - 2002 | Dundee       | Premier League | 36 matchs / 6 buts | 4 matchs          | 2 matchs (Intertoto)  | 1 match (WC)                       |
| 2002 - 2003 | Dundee       | Premier League | 37 matchs / 4 buts | 7 matchs / 1 but  | -                     | 1 match (Euro)                     |
| 2003 - 2004 | Dundee       | Premier League | 13 matchs / 2 buts | 1 match           | 4 matchs / 1 but (C3) | 4 matchs (Euro) + 2 matchs amicaux |
| 2004 - 2005 | Rangers      | Premier League | 10 matchs / 2 buts | 1 match           | -                     | -                                  |
| 2005 - 2006 | Rangers      | Premier League | 8 matchs           | -                 | -                     | 2 matchs amicaux                   |
| 2006 - 2007 | Rangers      | Premier League | 10 matchs / 1 but  | 3 matchs          | 7 matchs (C3)         | -                                  |
| 2007 - 2008 | Cardiff City | Championship   | 45 matchs / 4 buts | 10 matchs         | -                     | 2 matchs amicaux                   |
| 2008 - 2009 | Cardiff City | Championship   | 41 matchs / 1 but  | 5 matchs          | -                     | 1 match (WC)                       |
| 2009 - 2010 | Cardiff City | Championship   | 36 matchs / 1 but  | 5 matchs / 1 but  | -                     | -                                  |
| 2010 - 2011 | Cardiff City | Championship   | 6 matchs / 1 but   | 3 matchs          | -                     | -                                  |
| 2011 - 2012 | Dundee       | Division One   | 13 matchs / 3 buts | 2 matchs / 1 but  | -                     | -                                  |
| 2011 - 2012 | Aberdeen     | Premier League | 12 matchs          | -                 | -                     | -                                  |
| 2012 - 2013 | Aberdeen     | Premier League | 35 matchs / 3 buts | 5 matchs          | -                     | -                                  |
| 2013 - 2014 | Dundee       | Division One   | -                  | -                 | -                     | -                                  |

Dernière mise à jour le 14 septembre 2013